# Ultravisitor
Ultravisitor è un album discografico del musicista gallese Squarepusher, pubblicato nel 2004.

## Tracce
1. Ultravisitor – 8:32
2. I Fulcrum – 3:31
3. Iambic 9 Poetry – 6:55
4. Andrei – 2:00
5. 50 Cycles – 8:33
6. Menelec – 5:43
7. C-Town Smash – 1:29
8. Steinbolt – 7:44
9. An Arched Pathway – 4:06
10. Telluric Piece – 1:53
11. District Line II – 8:33
12. Circlewave – 6:28
13. Tetra-Sync – 9:27
14. Tommib Help Buss – 2:10
15. Every Day I Love – 2:39